# Duque

Coroa de um duque (de uma casa real)

Coronel de um duque (de uma casa nobre)

Coronel de um duque (em estilo comum)

Duque (feminino: duquesa) é um grau nobiliárquico, que pode referir a um soberano de um ducado. Pode ser também integrado ou não numa casa soberana. É um título hereditário, mas pode ser também atribuído a uma pessoa, neste caso normalmente a um filho do soberano ou a uma pessoa cujos serviços o mesmo queira recompensar. A origem da palavra "duque" vem do grego bizantino, douka, e do latim duce, que significa chefe. Para outros, a origem da palavra está no substantivo latino dux, que significa "o que conduz", usado no Império Romano como comandante militar. Os duques recebiam mais precisamente dos reis o tratamento de primos, com todas as dignidades e honrarias inerentes. Seu adjetivo é o ducal.
Na Idade Média, o título foi primeiro instituído entre os monarcas germânicos, a designar os regentes de províncias logo acima dos condes, figurando no mais alto lugar da hierarquia nobiliárquica. Havia, no entanto, variações em seu significado entre os diversos feudos e reinos, sendo mesmo usado por príncipes. Esse hábito foi perpetrado por algumas monarquias, que ainda hoje intitulam seus príncipes mais importantes – especialmente o herdeiro aparente – com algum título de duque, como nos pariatos britânico, belga, dinamarquês, espanhol, holandês e sueco.
Na era moderna, tornou-se um título nominal sem relação directa alguma com um principado nem ducado. Mantém-se, todavia, como o mais alto título nobiliárquico das principais monarquias ocidentais imediatamente superior ao de marquês e inferior ao de infante.
Existem os duques reais, que são membros da família real, geralmente Príncipes e que possuem o tratamento de "Sua Alteza Real", como por exemplo o Duque de Iorque e o Duque de Cambridge, que são respectivamente filho e neto da rainha da Inglaterra. Contudo há também os duques não reais, apenas nobres, membros da aristocracia. Dois bons exemplos são o Duque de Abercorn, e também o Duque de Devonshire. Estes duques não são parte da realeza, mas sim da mais alta nobreza e geralmente têm o tratamento de Sua Graça. A falecida Diana, Princesa de Gales era bisneta do terceiro Duque de Abercorn e prima distante do atual Duque de Devonshire, que é descendente da tia de Diana, que era Georgiana Cavendish, Duquesa de Devonshire, através da linhagem comum delas através do Conde Spencer.

## Lista de duques
Para os ducados em que o duque é o chefe de estado (eg. Ducado da Aquitânia) veja aqui.
- Lista de ducados no Brasil;
- Lista de ducados em Portugal
- Lista de ducados no Reino Unido

### Outros
- Duque de Brabante — usado pelo herdeiro do trono belga; independente até 1406.
- Duque do Luxemburgo — ducado até 1814, quando da anexação pelos Países Baixos.
- Duque de Brabante — exclusivo do monarca neerlandês.
- Duque da Cornualha — usado pelo herdeiro do trono, o príncipe William do Reino Unido.

## Equivalentes não ocidentais
Apesar de inseridos em contexto próprio, e por isso de difícil comparação, muitos títulos de sistemas nobiliárquicos não europeus possuem certa equivalência ao título de duque.
- China antiga: kung era o principal título hereditário, geralmente traduzido como "duque".
- China imperial: havia dois tipos de titulações. Na primeira, exclusiva a membros diretos da família imperial, havia quatro ranques normalmente tidos como ducais (em ordem descendente):Fêng Ên Chên Kuo Kung (duque defensor), Fêng Ên Fu Kuo Kung (duque do castelo), Pu Ju Pa Fên Chên Kuo Kung (duque defensor menor não-detentor dos oito privilégios) e Pu Ju Pa Fên Fu Kuo Kung (duque do castelo menor não-detentor dos oito privilégios). No segundo sistema de titulações, destinado à nobreza menor, havia o título de Kung.
- Japão (era meiji): kazoku (華族).
- Coreia: kung (쿵), equivalente ao homônimo chinês.
- Vietnã imperial: destinado apenas aos príncipes imperiais, havia os títulos de quoc-cong (grão-duque) e quan-cong (duque), ambos abaixo do título de rei e acima do de príncipe.
- Índia britânica: rao.
- Irã imperial: khan.